# Schnitt (Faserbündel)
Schnitte sind Abbildungen, die in der algebraischen Topologie, insbesondere in der Homotopietheorie, untersucht werden. Man interessiert sich unter anderem dafür, unter welchen Bedingungen solche Abbildungen existieren. Das wahrscheinlich bekannteste Beispiel von Schnitten sind die Differentialformen.

## Motivation
Ein Schnitt kann als Verallgemeinerung des Graphen einer Funktion aufgefasst werden. Der Graph einer Abbildung {\displaystyle g\colon B\to Y} kann mit einer Funktion {\displaystyle s\colon B\to E} mit Werten in dem kartesischen Produkt {\displaystyle E=B\times Y} identifiziert werden. Die Funktion {\displaystyle s} hat die Funktionsgleichung
{\displaystyle s(x)=(x,g(x))\in E.}
Ist {\displaystyle \pi \colon E=B\times Y\to B} die Projektion auf die erste Komponente, so gilt {\displaystyle \pi (s(x))=x}. Wie die folgende Definition zeigen wird, ist {\displaystyle s} ein Spezialfall eines Schnittes.
Mit Hilfe von Schnitten in Faserbündeln lässt sich obige Konstruktion auch auf Mengen {\displaystyle E} verallgemeinern, die nicht aus kartesischen Produkten bestehen.

## Definition

Die Abbildung s ist ein Schnitt in einem Faserbündel p: E → B. Dieser Schnitt s erlaubt es, den Basisraum B mit dem Teilraum s(B) von E zu identifizieren.

### Schnitt
Es sei {\displaystyle (E,B,\pi ,F)} ein Faserbündel, bestehend aus dem Totalraum {\displaystyle E}, dem Basisraum {\displaystyle B}, der Bündelprojektion {\displaystyle \pi \colon E\to B} und der Faser {\displaystyle F}. Ein (globaler) Schnitt in einem Faserbündel ist eine stetige Abbildung {\displaystyle s\colon B\to E,} sodass
{\displaystyle (\pi \circ s)(x)=\pi (s(x))=x}
für alle {\displaystyle x\in B} gilt. Die Abbildung {\displaystyle s} ist also ein Rechtsinverses zur Bündelprojektion {\displaystyle \pi }. Die Menge der (globalen) Schnitte wird oft mit {\displaystyle \Gamma (B,E)} oder mit {\displaystyle \Gamma (E)} bezeichnet.

### Schnitt mit kompaktem Träger
Es sei {\displaystyle (E,B,\pi ,F)} ein Vektorbündel. Ein Schnitt {\displaystyle s\in \Gamma (B,E)} heißt Schnitt mit kompaktem Träger, falls es eine kompakte Menge {\displaystyle K\subset B} gibt mit {\displaystyle s(x)=(x,0)} für {\displaystyle x\notin K}. Die Menge der Schnitte mit kompaktem Träger wird mit {\displaystyle s\in \Gamma _{c}(B,E)} beziehungsweise mit {\displaystyle s\in \Gamma _{c}(E)} bezeichnet. Statt des Zusatzes {\displaystyle c} findet auch der Zusatz {\displaystyle 0} Verwendung.

### Glatter Schnitt
Ist {\displaystyle B} eine glatte Mannigfaltigkeit, {\displaystyle E} ein glattes Vektorbündel über {\displaystyle B} und ist die Abbildung {\displaystyle s\colon B\to E} aus obigem Abschnitt glatt, so nennt man {\displaystyle s} einen glatten (globalen) Schnitt. Zur Unterscheidung gegenüber den zuvor definierten Schnitten notiert man die Menge dieser Schnitte mittels {\displaystyle \Gamma ^{\infty }(E)}. Kann keine Verwechslung zwischen glatten und nicht glatten Schnitten auftreten, so verzichtet man auch oft wieder auf den Zusatz {\displaystyle \infty }.

## Beispiele
1. Sei {\displaystyle (F\times B,B,\pi ,F)} ein triviales Faserbündel und sei {\displaystyle \pi \colon F\times B\to B} die Projektion auf {\displaystyle B}. Die Schnitte {\displaystyle s\colon B\to F\times B} in diesem Faserbündel sind natürlich isomorph zu den stetigen Funktionen {\displaystyle B\to F.}
2. Eine Vektorfeld {\displaystyle v} an einer Mannigfaltigkeit {\displaystyle M} ist eine Abbildung {\displaystyle v\colon M\to TM}, die jeden Punkt {\displaystyle p\in M} der Mannigfaltigkeit mit einem Punkt {\displaystyle x\in T_{p}M} des entsprechenden Tangentialraums paart. Der Punkt {\displaystyle p} wird also auf {\displaystyle p\mapsto (p,x=g(p))} abgebildet.
3. Ein weiteres bekanntes Beispiel von Schnitten sind die Differentialformen. Dies sind Schnitte in der äußeren Potenz des Kotangentialbündels.
4. Es sei {\displaystyle \xi } ein Vektorbündel, der Null-Schnitt ist definiert durch {\displaystyle s(x)=0} für alle {\displaystyle x}. Es interessiert jedoch, wann ein Vektorbündel Schnitte hat, die nirgendwo Null sind. Diese Frage ist zum Beispiel wichtig, um die Orientierbarkeit einer Mannigfaltigkeit zu untersuchen. Ein wichtiges Resultat zu dieser Frage ist der Satz vom Igel.

## Lokaler Schnitt
Allgemeine Faserbündel haben im Gegensatz zu den obigen Beispielen nicht immer globale Schnitte. Darum scheint es sinnvoll, Schnitte lokal zu definieren.
Sei {\displaystyle U\subset B} eine offene Teilmenge. Ein lokaler Schnitt in einem Faserbündel {\displaystyle (E,U,\pi ,F)} ist eine Abbildung {\displaystyle s\colon U\to E}, für die ebenfalls {\displaystyle \pi (s(x))=x} für alle {\displaystyle x\in U} gilt.